# Zálesie (okres Kežmarok)
Zálesie (Hongaars: Gibely) is een Slowaakse gemeente in de regio Prešov, en maakt deel uit van het district Kežmarok.
Zálesie telt 82 inwoners.